# Aéroport Charles M. Schulz du comté de Sonoma
L'aéroport Charles M. Schulz–Sonoma County (code IATA : STS • code OACI : KSTS) se trouve à 11 km) au nord-ouest du centre-ville de Santa Rosa, dans le Comté de Sonoma, en Californie.
L'aéroport est baptisé d'après Charles Monroe Schulz, le célèbre dessinateur de la bande dessinée Peanuts, qui a vécu à Santa Rosa pendant 30 ans. Le logo de l'aéroport a repris Snoopy en aviateur de la Première Guerre mondiale, se tenant au sommet de son Sopwith Camel, c'est-à-dire de sa niche.

## Situation
| Burbank Santa Rosa Arcata CA Long Beach Merced Santa Monica Fresno Los Angeles Palm Springs Sacramento San Diego San Francisco San Jose Oakland Ontario Santa Ana Monterey Chico Crescent City Imperial Inyokern Mammoth Lakes Carlsbad Bakersfield Modesto Redding San Luis Obispo Santa Barbara Santa Maria Stockton Visalia |

## Compagnies aériennes et destinations
| Compagnies                            | Destinations                                                         |
| ------------------------------------- | -------------------------------------------------------------------- |
| Alaska Airlines opéré par Horizon Air | Los Angeles, Santa Ana-J. Wayne, Portland, San Diego, Seattle-Tacoma |
| Allegiant Air                         | Las Vegas-Harry-Reid                                                 |
| American Eagle                        | Phoenix-Sky Harbor                                                   |

Édité le 21/01/2017